# Rick Astley

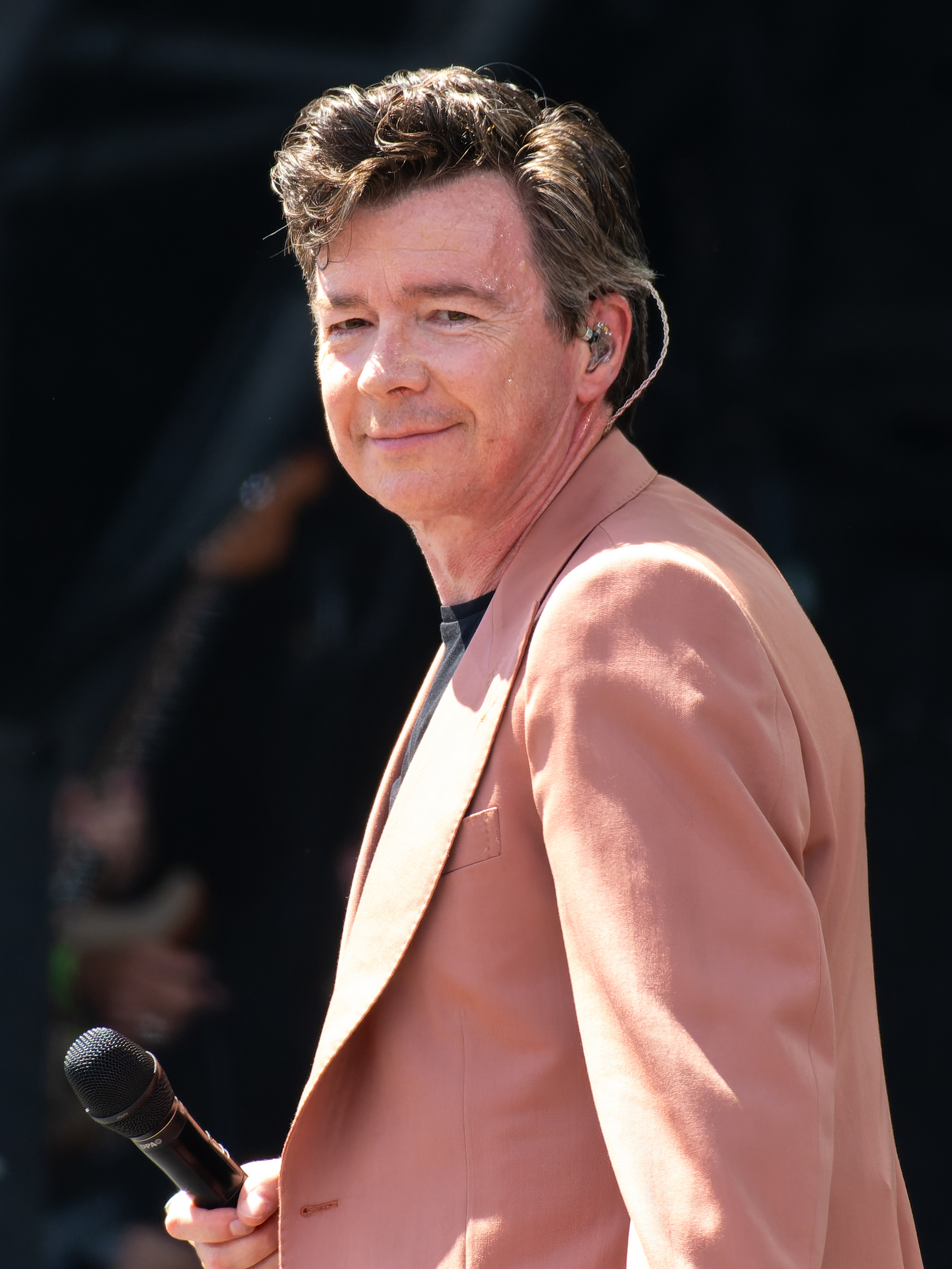
Rick Astley (2023)

Richard „Rick“ Paul Astley (* 6. Februar 1966 in Newton-le-Willows, Lancashire, heute Merseyside) ist ein britischer Sänger. Er feierte zwischen 1987 und 1993 große Charterfolge, unter anderem mit den Titeln Never Gonna Give You Up, Whenever You Need Somebody, Together Forever, Take Me to Your Heart und Cry for Help. Nach fast 30 Jahren erreichte Astley 2016 wieder Platz eins der britischen Charts mit seinem Comebackalbum 50.

## Biografie

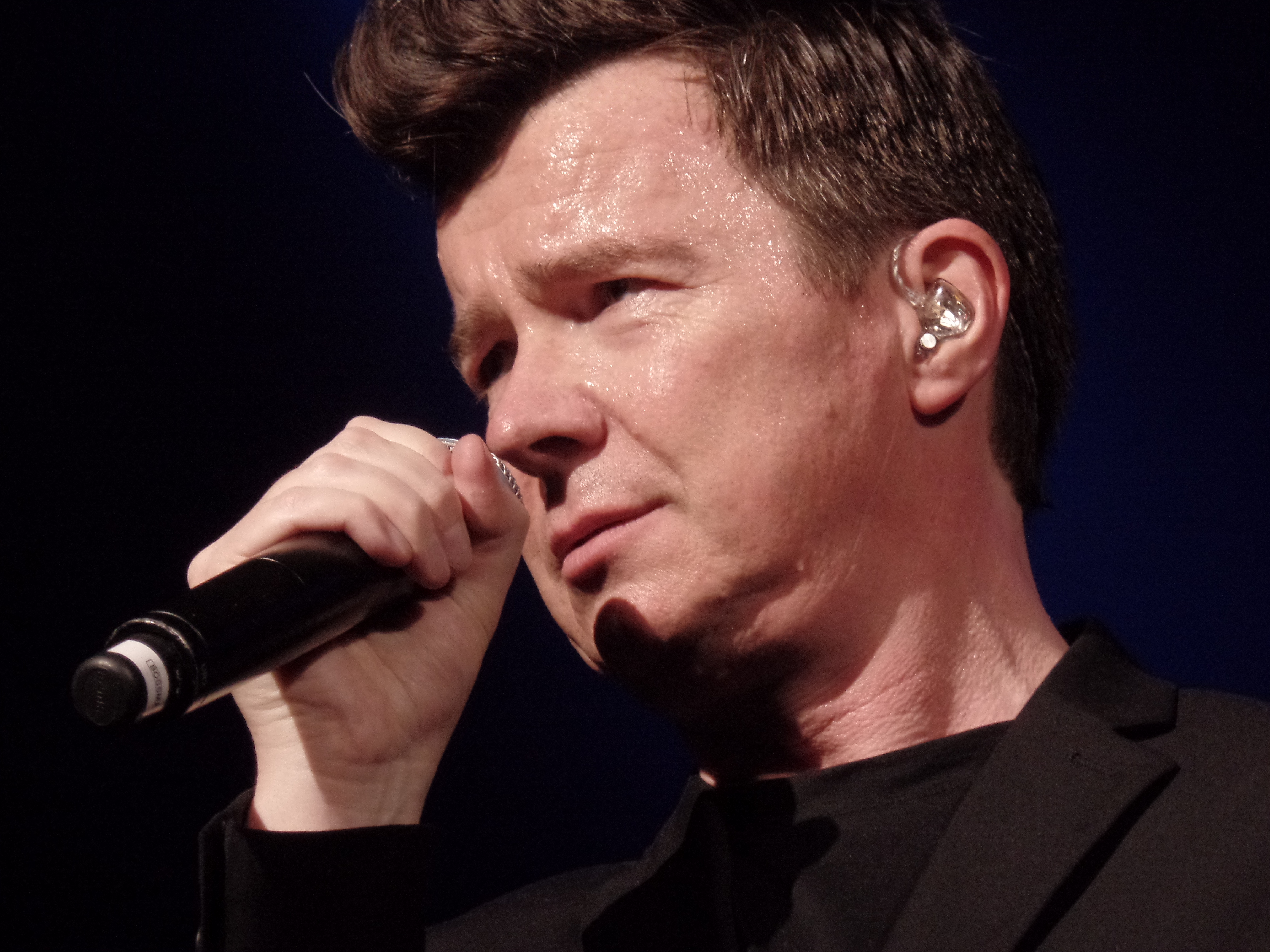
Rick Astley (2017)

Rick Astley wuchs als jüngstes von vier Kindern im Norden Englands auf. Sein Vater führte ihn früh an die Musik heran und meldete ihn im Kirchenchor an. Schon in der frühen Kindheit gründete Rick erste Bands. Als er mit Schulfreunden die Band FBI gegründet hatte und mit ihr einige Konzerte in der Umgebung seiner Heimat gab, wuchs der Bekanntheitsgrad von Astley langsam an. Kurze Zeit später bekam er erste Angebote von Musikproduzenten. Seine Bandkollegen unterstützten ihn in seinen Bestrebungen zu einer Solokarriere, so dass Astley FBI verließ und sich der Hitfabrik von Pete Waterman (Stock Aitken Waterman) anschloss, die unter anderem auch Kylie Minogue und Samantha Fox zu Popstars machte.
Ende Juli 1987 wurde seine Debütsingle Never Gonna Give You Up im typischen Euro-Disco-Sound veröffentlicht, mit der er zunächst in England und später in 15 weiteren Ländern (u. a. in den USA und Deutschland) für längere Zeit die Spitze der Charts eroberte. An diesen Erfolg knüpfte auch die zweite Single und das darauf folgende Album Whenever You Need Somebody an. In den nächsten zwölf Monaten war Astley einer der erfolgreichsten Künstler in Großbritannien und räumte bei den BPI Awards den Titel für die beste Single Never Gonna Give You Up ab und wurde in den USA für einen Grammy nominiert. Auch die weiteren Single-Auskopplungen aus dem Album erreichten in vielen Ländern Top-Ten-Platzierungen.
Astleys zweites Album Hold Me in Your Arms erschien im November 1988 und knüpfte nahtlos an die ersten Hits an. 1989 und 1990 führte ihn seine erste Welttournee durch Europa, die USA, Asien und Australien.
Nachdem er sich von Waterman getrennt hatte, brachte er im Februar 1991 sein drittes, künstlerisch etwas ambitionierteres Album Free auf den Markt, bei dem unter anderem Elton John, Michael McDonald und Climie Fisher mitwirkten. Mit der LP und auch den Single-Auskopplungen konnte er noch mal einige Erfolge in England, den USA und einigen europäischen Ländern verbuchen. An die Erfolge der ersten Platten konnte er jedoch nicht mehr anknüpfen.
Als im September 1993 Astleys viertes Album Body and Soul, an dem wieder bekannte Kollegen wie Lisa Stansfield oder erneut Climie Fisher mitarbeiteten, erschien, hatten sich seine Prioritäten bereits ein wenig verschoben. Seine Frau und er bekamen eine Tochter. Die Musik mit dem Tourstress und den Arbeiten im Studio rückte er mehr in den Hintergrund. Das Album verkaufte sich schlecht, so dass sich auch die seriöse Musik-Presse, die nie besonders viel für Astleys Werke übrig hatte, bestätigt fühlte. Astley zog sich zunächst aus dem Musikgeschäft zurück.
2000 begann er wieder mit den Aufnahmen eigener Songs. Im Oktober 2001 erschien auf Polydor seine Comeback-Single Sleeping, der zwei Monate später das Album Keep it Turned On folgte. Beide erreichten in Großbritannien und weiten Teilen Europas die Charts, doch der große Erfolg blieb aus.
Im Sommer 2002 kam ein Greatest-Hits-Album und Mitte 2004 eine Zusammenstellung seiner besten Love Songs heraus, die sich beide gut verkauften. In England gab er nach über zehn Jahren wieder einige Konzerte. Wieder mehr als zehn Jahre später erschien im Juni 2016 Rick Astleys siebtes Studioalbum 50 (seinem Alter bei Erscheinen), mit dem er Platz 1 der britischen Charts erreichte und anschließend auf Tournee ging.

## Internetphänomen „Rickrolling“
Seit mindestens Mai 2007 existiert das Internetphänomen „Rickrolling“. Bei diesem Scherz werden Internetnutzer, meistens durch Vortäuschung einer Information, die großes Interesse weckt, auf ein Videoportal geleitet, auf dem ihnen das Musikvideo von Astleys Lied Never Gonna Give You Up präsentiert wird. Am 17. Juni 2020 wurde Rick Astley selbst Opfer eines Rickrolls.

## Auszeichnungen
- 2008: MTV European Music Award Best Act Ever

## Diskografie
Studioalben

| Jahr | Titel Musiklabel                             | Höchstplatzierung, Gesamtwochen, AuszeichnungChartplatzierungen (Jahr, Titel, Musiklabel, Platzierungen, Wochen, Auszeichnungen, Anmerkungen) | Höchstplatzierung, Gesamtwochen, AuszeichnungChartplatzierungen (Jahr, Titel, Musiklabel, Platzierungen, Wochen, Auszeichnungen, Anmerkungen) | Höchstplatzierung, Gesamtwochen, AuszeichnungChartplatzierungen (Jahr, Titel, Musiklabel, Platzierungen, Wochen, Auszeichnungen, Anmerkungen) | Höchstplatzierung, Gesamtwochen, AuszeichnungChartplatzierungen (Jahr, Titel, Musiklabel, Platzierungen, Wochen, Auszeichnungen, Anmerkungen) | Höchstplatzierung, Gesamtwochen, AuszeichnungChartplatzierungen (Jahr, Titel, Musiklabel, Platzierungen, Wochen, Auszeichnungen, Anmerkungen) | Anmerkungen |
| Jahr | Titel Musiklabel                             | DE | AT | CH | UK | US | Anmerkungen |
| ---- | -------------------------------------------- | --- | --- | --- | --- | --- | --- |
| 1987 | Whenever You Need Somebody RCA Records (BMG) | DE1 Platin · (36 Wo.)DE | AT3 (22 Wo.)AT | CH2 Platin · (13 Wo.)CH | UK1 ×4Vierfachplatin · (35 a Wo.)UK | US10 ×2Doppelplatin · (60 Wo.)US | Erstveröffentlichung: 16. November 1987 Wiederveröffentlichung: 20. Mai 2022 (35th Anniversary Edition) Produzenten: Stock Aitken Waterman, Ian Curnow, Phil Harding, Daize Washbourn Verkäufe: + 5.120.253    |
| 1988 | Hold Me in Your Arms RCA Records (BMG)       | DE3 Gold · (25 Wo.)DE | AT20 (2 Wo.)AT | CH11 Gold · (11 Wo.)CH | UK8 Platin · (19 Wo.)UK | US19 Gold · (23 Wo.)US | Erstveröffentlichung: 26. November 1988 Wiederveröffentlichung: 12. Mai 2023 (Deluxe Edition) Produzenten: Stock Aitken Waterman, Rick Astley, Ian Curnow, Phil Harding, Daize Washbourn Verkäufe: + 1.627.500 |
| 1991 | Free RCA Records (BMG)                       | DE8 (21 Wo.)DE | AT24 (3 Wo.)AT | CH26 (3 Wo.)CH | UK9 Gold · (9 Wo.)UK | US31 (18 Wo.)US | Erstveröffentlichung: 18. Februar 1991 Wiederveröffentlichung: 30. August 2024 (Deluxe Edition) Produzenten: Gary Stevenson, Rick Astley Verkäufe: + 150.000                                                   |
| 1993 | Body & Soul RCA Records (BMG)                | — | — | — | — | US185 (1 Wo.)US | Erstveröffentlichung: 28. September 1993 Produzenten: Gary Stevenson, Rick Astley |
| 2001 | Keep It Turned On Polydor (UMG)              | DE56 (1 Wo.)DE | — | — | — | — | Erstveröffentlichung: 3. Dezember 2001 Produzenten: Gary Stevenson, Ben Robbins, Chris Braide |
| 2005 | Portrait RCA Records (Sony BMG)              | — | — | — | UK26 (3 Wo.)UK | — | Erstveröffentlichung: 17. Oktober 2005 Produzenten: Gary Stevenson, Ben Robbins, Chris Braide |
| 2016 | 50 Selbstverlag (BMG)                        | DE21 (7 Wo.)DE | AT41 (3 Wo.)AT | CH44 (4 Wo.)CH | UK1 Platin · (42 Wo.)UK | — | Erstveröffentlichung: 10. Juni 2016 Produzent: Rick Astley Verkäufe: + 300.000 |
| 2018 | Beautiful Life Selbstverlag (BMG)            | DE40 (3 Wo.)DE | AT70 (1 Wo.)AT | CH44 (3 Wo.)CH | UK6 Silber · (19 Wo.)UK | — | Erstveröffentlichung: 13. Juli 2018 Verkäufe: + 60.000 |
| 2023 | Are We There Yet? 50/50 Live Limited (BMG)   | DE29 (1 Wo.)DE | — | — | UK2 (1 Wo.)UK | — | Erstveröffentlichung: 13. Oktober 2023 |

## Familie
Astley ist mit der dänischen Filmproduzentin Lene Bausager verheiratet. Das Paar hat eine gemeinsame Tochter. Astley und Bausager trafen sich nach einem Konzert 1989 in Dänemark. Das Paar lebt in Surrey (Stand 2013).